# The Score
Pour les articles homonymes, voir Score.
Albums de Fugees
Blunted on Reality
(1994) Bootleg Versions
(1996)
Singles
1. Fu-Gee-La
Sortie : 9 janvier 1996
2. Killing Me Softly
Sortie : 31 mai 1996
3. Ready or Not
Sortie : 2 septembre 1996
4. No Woman, No Cry
Sortie : 5 décembre 1996

The Score est le deuxième et dernier album studio des Fugees, sorti le 13 février 1996.
Cet opus conjugue hip-hop alternatif, qui domine le rap de la fin des années 1990, et influences soul et reggae. Les paroles traitent davantage des problèmes sociaux que des thèmes classiques du gangsta rap. Il contient les reprises de Killing Me Softly with His Song de Roberta Flack (réintitulé Killing Me Softly) et de No Woman, No Cry de Bob Marley.
L'album, qui connaît un succès commercial considérable, est classé parmi les « 100 meilleurs albums de rap » du magazine The Source en 1998 et à la 469e place des « 500 plus grands albums de tous les temps » selon le magazine Rolling Stone en 2003.
Il se classé à la première place du Billboard 200 et du classement Top R&B/Hip-Hop Albums aux États-Unis, ainsi que de nombreux charts à travers le monde (Autriche, Belgique, France, Norvège, Pays-Bas et Suisse). Il est certifié 7 fois disque de platine par la RIAA, avec plus de sept millions d'exemplaires vendus aux États-Unis.
Lors des Grammy Awards en 1997, l'album remporte le prix du meilleur album de rap et la chanson Killing Me Softly celui de la meilleure prestation vocale R&B par un duo ou un groupe. Il est également nommé dans une troisième catégorie, celle de l'album de l'année. Il obtient aussi une nomination comme album de l'année lors des Soul Train Music Awards de 1997.

## Liste des titres
| No  | Titre             | Samples utilisés | Durée |
| --- | ----------------- | --- | ----- |
| 1.  | Red Intro         | | 1:51  |
| 2.  | How Many Mics     | Dreams de Ramsey Lewis Sunglasses at Night de Corey Hart | 4:28  |
| 3.  | Ready or Not      | Ready or Not Here I Come (Can't Hide From Love) des Delfonics Buffalo Soldier de Bob Marley and The Wailers If I Ruled the World de Kurtis Blow Boadicea d'Enya | 3:47  |
| 4.  | Zealots           | I Only Have Eyes for You des Flamingos Armagideon Time de Willi Williams | 4:20  |
| 5.  | The Beast         | | 5:43  |
| 6.  | Fu-Gee-La         | Get Out of My Life, Woman de Lee Dorsey If Loving You Is Wrong, I Don't Want to Be Right de Ramsey Lewis Ooh La La La de Teena Marie Shakiyla (JRH) des Poor Righteous Teachers | 4:58  |
| 7.  | Family Business   | Recuerdos De La Alhambra de Francisco Tárrega Fire and Rain de James Taylor | 5:02  |
| 8.  | Killing Me Softly | Bonita Applebum d'A Tribe Called Quest The Day Begins des Moody Blues | 4:50  |
| 9.  | The Score         | Scorpio de Dennis Coffey and The Detroit Guitar Band Dove de Cymande Planet Rock d'Afrika Bambaataa and Soulsonic Force Public Enemy No. 1 de Public Enemy My Melody d'Eric B. and Rakim Fu-Gee-La des Fugees Ready or Not des Fugees Zealots des Fugees No Woman, No Cry des Fugees How Many Mics des Fugees | 5:23  |
| 10. | The Mask          | Nights in White Satin des Moody Blues | 4:33  |
| 11. | Cowboys           | Cowboys to Girls des Intruders Soul Makossa de Manu Dibango Something 'Bout Love de The Main Ingredient The Gambler de Kenny Rogers Gundelero de Mad Cobra Ice Cream de Raekwon featuring Ghostface Killah, Cappadonna et Method Man                                                                          | 5:59  |
| 12. | No Woman, No Cry  | No Woman, No Cry de Bob Marley & The Wailers | 4:33  |
| 13. | Manifest / Outro  | Ain't No Half-Steppin' de Big Daddy Kane Rock Dis Funky Joint des Poor Righteous Teachers | 5:59  |

| 14. | Fu-Gee-La (Refugee Camp Remix)      |                                         | 4:24 |
| 15. | Fu-Gee-La (Sly & Robbie Mix)        | Practice What You Preach de Barry White | 5:27 |
| 16. | Mista, Mista                        |                                         | 2:42 |
| 17. | Fu-Gee-La (Refugee Camp Global Mix) |                                         | 4:20 |